# 吴维事件
吴维事件是指发生于2016年4月中旬，悉尼大学商学院华裔澳大利亚人助教吴维在其个人的新浪微博账号上公开发表政治性言论而引發的風波。

## 事件起因
据中国大陆媒体报道，吴维於2015年入籍澳大利亚，事件发生时正在悉尼大学攻读金融学博士，同时在該校任教。吴维在悉尼大学商学院研究中心的同事张蕊表示，吴维为人亲切，是同届学生中唯一一个中国的金融榮譽學位（Honours）学生，後來直接升读金融学博士。
根据中国大陆媒体稱，吴维在其个人的新浪微博账号上公开辱华；其行为有：
- 自称“亲日”、“澳洲公民”，在新浪微博上表达对日本和台湾的赞赏，对澳大利亚的忠诚与热爱，進而貶低中國大陸[3]。
- 非常自豪汶川大地震发生後沒捐款一分钱，但是在日本三一一地震和澳大利亚布里斯班洪水之後卻有捐錢[4]。
- 在新浪微博上经常使用“你国”之类的词汇。例如在一篇评论香港语言的微博中，将普通话称为“你国语”。
- 在新浪微博上聲援2015年“西藏学生”和“前政治犯”在中国驻悉尼总领事馆對中國政府的示威抗議。
- 加入澳大利亚国籍后，焚烧了中國護照，并将焚烧过程拍成视频放在网上。
- 在新浪微博上，讥讽中国留学生是“留學豚”（澳洲官媒SBS和中國官媒均解讀為「留學豬」[5][6]，而有學者解讀為富二代、官二代和小粉紅[7]，即「海豚」[8]），“要花钱找论文代写”
- 表示“做中国人是一种耻辱”

## 事件发展
据中国大陆媒体报道，4月13日，一名网友发现吴维相关言论后“非常愤怒”，并将其微博截图发布在“悉大商学群”微信群中。4月14日，多个腾讯微信公共号以及新浪微博账号发表文章，披露了吴维辱华言论。
4月15日，中国大陆的凤凰网和新浪网等网站也分别对此事件进行了推送。
吴维的有关言论引起中國大陸網民的不满。悉尼大学商学院留学生团体在网络上发布请愿书，要求学校对其种族歧视和人身攻击问题进行严肃处理；一些声援吴维的人士受到了不同程度的“人肉搜索”；报道了此事件的凤凰网在两个小时内即有上万条网友评论，多为对吴维的谩骂。
4月14日，悉尼大学金融系系主任在课堂上宣布，暂停吴维所有教学活动，并接受学校调查，他的课将由其他教师暂时接手。
4月18日，吴维发表声明对自己的不当言论道歉，表示今后将不会发表这类言论，并向悉尼大学辞职，得到了悉尼大学的批准。然而有部分在澳华人認為應尊重并保护吴维老师行使言论自由的权利，認為“政治异议根本不算种族歧视。”並發起請願活動，發送信件给悉尼大学商学院院长，得到約1500人支持。
4月25日，吴维支持者发起人聲稱已经收到来自悉尼大学的回复，悉尼大学撤銷对吴维老师种族歧视的指控。

## 反响
- 4月13日晚间，“悉尼大学Case学生联合维权群”就在微信上诞生了。发起者之一Keira表示，一个教职人员种族歧视又抨击自己的学生是不合适的，他们组群是为了维护中国留学生的尊严，组织学生取证、写投诉信，让学校根据校规对吴维作出适当的处置措施。“我们无权干涉他的言论自由，但把种族歧视转到自己学生身上，辱骂中国学生，是不可接受的行为。”Keira对搜狐国际表示。[2]
- 悉尼大学商学院院长Greg Whitwell先生对他的行为进行了谴责，并说：“种族主义、性别歧视以及冒犯性语言在悉尼大学是不能被容忍的。”[10]
- 澳大利亚墨尔本的中国民主人士吴乐宝認為吴维遭到抨击的原因是因為政治言论，而不是歧视性語言，為了維護言論自由，在change.org网站发起了声援吴维的行动。[13][14]